# 問對問題找答案
《問對問題找答案》由尼爾‧布朗（M. Neil Browns）與史都華‧基里（Stuart M. Keeley）所著，羅耀宗、蔡宏明譯。於2011年商業週刊出版。本書將批判型思考視為理性的依據，透過思考、學習、爭辯的過程，在推理中時時評估，避免草率的結論推理。

## 書籍評價
這是一本使頭腦更清楚的書，作者由問問題開始說明，要如何使自己變得更具批判性，再由對方的推理、假設、論述等面向中，思考哪些地方仍不明確，並介紹推理可能產生的邏輯、謬誤。

## 書籍目錄
- 1 問對問題才能得到答案
- 2 批判性思考的社會活動層面
- 3 議題和結論為何?
- 4 理由是甚麼
- 5 曖昧不明的字詞與措辭
- 6 價值觀衝突和假設
- 7 推理有無謬誤?
- 8 證據有多好(I)?
- 9 證據有多好(II)?
- 10 是不是有對立成因?
- 11 統計數字可信嗎?
- 12 遺漏了哪些重要資訊?
- 13 是否另有合理結論?
- 14 克服批判性思考的障礙

## 外部連結
- 李怡志 問對問題找答案（页面存档备份，存于）
- 問對問題．找答案（页面存档备份，存于） 豆瓣读书